# Kurevere (Märjamaa)
Kurevere (Duits: Kirriwerre) is een plaats in de Estlandse gemeente Märjamaa, provincie Raplamaa. De plaats heeft de status van dorp (Estisch: küla).
Tot in oktober 2017 lag het dorp in de gemeente Vigala. In die maand ging Vigala op in de gemeente Märjamaa.

## Bevolking
Het dorp had 38 inwoners op 31 december 2011 en 27 inwoners op 31 december 2021.

## Ligging
De rivier Velise vormt de zuid- en de oostgrens van het dorp.

## Geschiedenis
Het dorp werd voor het eerst genoemd in 1496 onder de naam Kurrefer. Na 1520 lag het op het landgoed van Kosch (Päärdu). Het buurdorp Pikkküla werd in 1977 opgedeeld tussen Kurevere en Päärdu.